# Сорокин, Андрей Константинович
Андре́й Константи́нович Соро́кин (род. 29 октября 1959 года) — российский историк, археограф, архивист, специалист в области политической истории России середины XIX — начала XX веков. Кандидат исторических наук (1990), директор РГАСПИ (2010—2020).

## Биография
Родился 29 октября 1959 года в Москве.
В 1984 году окончил исторический факультет МГУ, специализировался по кафедре источниковедения истории СССР . С 1984 по 1988 годы проходил учёбу в заочной аспирантуре Института истории СССР под руководством В. И. Бовыкина.
С 1984 по 1991 годы работал в Институте марксизма-ленинизма (ИМЛ) при ЦК КПСС. В 1990 году защитил кандидатскую диссертацию, тема: «Прибыли акционерно-паевых предприятий России в условиях монополизации промышленности (1900—1913 гг.)».
В 1991 году выступил инициатором создания и возглавил в качестве председателя правления Автономную общественную организацию «Ассоциация „Российская политическая энциклопедия“ (РОССПЭН)».
С 1991 по 1994 годы — ведущий научный сотрудник Российского независимого института социальных и национальных проблем, руководитель научной программы «История российского предпринимательства».
В 1994 году — начальник издательского отдела Российского фонда фундаментальных исследований (РФФИ).
С 1994 по 1999 годы — начальник издательского отдела Российского гуманитарного научного фонда (РГНФ), участвовал в разработке и реализации концепции издательской программы РГНФ, которая являлась конкурсной программой поддержки научного книгоиздания.
С 1994 по 1996 годы — заместитель главного редактора журнала «Полис» (Политические исследования), с 1995 по 1999 годы — заместитель главного редактора журнала «Вестник РГНФ».
В 1998 году Автономная общественная организация «Ассоциация „Российская политическая энциклопедия“ (РОССПЭН)» была реорганизована в Автономную некоммерческую организацию "Издательство «Российская политическая энциклопедия», проведенной в связи с изменением действующего законодательства, и Сорокин возглавил издательство в качестве генерального директора и главного редактора, после 2010 года сложив с себя полномочия генерального директора.
С 2010 по настоящее время работает в Российском государственном архиве социально-политической истории (РГАСПИ), директор (2010—2020), а в настоящее время — научный руководитель.

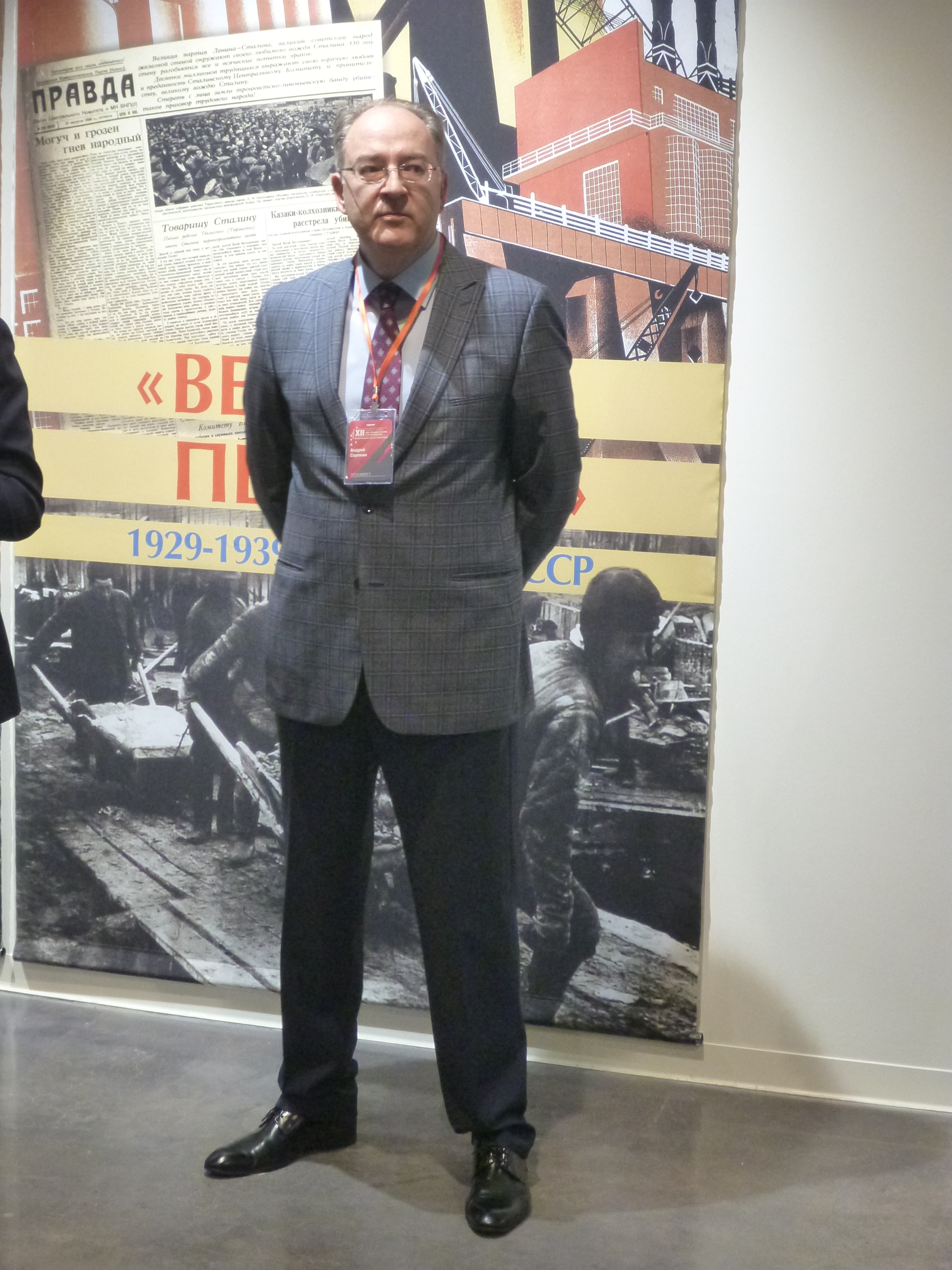
На открытии выставки документов РГАСПИ в Ельцин-центре, сентябрь 2019 года

## Научная и общественная деятельность
Специалист в области российской истории начала XX века, автор более 100 работ по экономической и политической истории России конца XIX—XX веков.
Инициатор, руководитель и соруководитель, ответственный редактор, член редакционных коллегий крупных научно-издательских проектов:
- «Политические партии России. Конец XIX — первая треть XX века. Документальное наследие»;
- «История сталинизма» (более 230 томов);
- «Библиотека отечественной общественной мысли с древнейших времен до начала XX века» (119 томов);
- «Труды РГАСПИ», «Документы советской истории»;
- «Конфессиональная политика Советского государства (1917—1991)»;
- «Архивы Кремля»;
- «История сталинского ГУЛАГа. В 7 томах»;
- энциклопедий «Россия в первой мировой войне. 1914—1918»,
- «Россия в 1917 году»,
- «Отечественная война 1812 года и освободительный поход русской армии 1813—1814 гг.» и др.

Монографии
- Сорокин А. К. «Практический работник» Георгий Маленков. М.: Политическая энциклопедия, 2021. — 735 с.: ил.
- Сорокин А. К. В штабах Победы: Очерки истории государственного управления в СССР в годы Великой Отечественной войны 1941—1945 гг. — М.: Политическая энциклопедия, 2022. — 239 с.; ил.
- История одного правления. Сталин в 1917—1953 гг. Кн. 1. «Мы наш, мы новый мир построим…» 1917—1939. — М.: Политическая энциклопедия, 2024. ISBN 978-5-8243-2531-7
- История одного правления. Сталин в 1917—1953 гг. Кн.2. Ч. 1. «Наше дело правое». 1939—1945. — М.: Политическая энциклопедия, 2024. ISBN 978-5-8243-2568-3
- История одного правления. Сталин в 1917—1953 гг. Кн.2. Ч. 2. «О дивный новый мир…» 1945—1953. — М.: Политическая энциклопедия, 2024. ISBN 978-5-8243-2569-0

Общественная деятельность:
- член Комиссии при Президенте Российской Федерации по реабилитации жертв политических репрессий, с 2014 года;
- Член Межведомственной рабочей группы по координации деятельности, направленной на реализацию Концепции государственной политики по увековечению памяти жертв политических репрессий, с 2016 года;
- вице-президент Российской ассоциации политической науки (РАПН), с 2001 года;
- член Бюро правления Ассоциации книгоиздателей России (АСКИ), с 2006 года;
- член Рабочей группы «Гражданское общество» германо-российского форума «Петербургский диалог», с 2011 года;
- член правления Международного Фонда Маркса и Энгельса (IMES), с 2011 года;
- член Центрального Совета Российского общества историков-архивистов, с 2011 года;
- член Постоянной комиссии по взаимодействию с РПЦ Совета при Президенте РФ по делам казачества, с 2016 года;
- член Редакционной коллегии журнала «Исторический архив», с 1998 года;
- член Редакционной коллегии журнала «Российская история» (2012—2013) и редакционного совета журнала (с 2013);
- член Попечительского совета музея «Прохоровское поле», с 2021 года;
- член Ученого совета Государственного исторического музея, с 2022 года.

## Награды
- Государственная премия Российской Федерации (в составе коллектива авторов, за 2002 год) — за работу «Политические партии России. Конец XIX — первая треть XX века. Документальное наследие» (серийное издание в 24 томах, 28 книгах, в н. в. издано уже 61 том)[2],[3]
- Почётный знак «За защиту прав человека» уполномоченного по правам человека в РФ (за подготовку и издание «История сталинского ГУЛАГа. Конец 1920-х — начало 1950-х гг. Собрание документов. В 7-ми томах» под редакцией и с предисловием Р. Конквеста и А. И. Солженицына)
- Серебряный памятный знак Председателя Государственной думы РФ Федерального Собрания РФ «Сто лет со дня учреждения Государственной Думы в России» (за подготовку и издание энциклопедии «Государственная Дума России. В 2-х томах. Т. 1. Государственная Дума Российской империи. 1906—1917. Т. 2. Государственная Дума Российской Федерации. 1993—2006»)
- Премия Федерации еврейских общин России «Человек 2005 года» (за подготовку и издание энциклопедии «Холокост»)
- Благодарность Министра связи и массовых коммуникаций РФ (2010)
- Благодарность Руководителя Федерального архивного агентства (2014)
- Благодарность Председателя Государственной думы РФ ФС РФ за активное участие в деятельности Оргкомитета по подготовке мероприятий, связанных со 100-летием начала Первой мировой войны (2014)
- Лауреат международной премии «Человек года-2014» в номинации «Культура» (за просветительскую деятельность по освещению отечественной истории)
- Патриаршая грамота (2014)
- Премия журнала «Звезда» за статью «Требуем немедленного ответа… Оборона Ленинграда в свете документов партархива» (Звезда, 2014, № 12)[4]
- Национальная премия «За вклад в русскую культуру» (2018)
- Орден «За заслуги» (Ordre National du Mérite) Французской Республики (2015) — за активное участие А. К. Сорокина в развитии культурного и научного взаимодействия России и Франции